# World Games
World Games —  спортивная компьютерная игра, разработанная Epyx для Commodore 64 в 1986 году. Также были выпущены версии для Apple IIGS, Amstrad CPC, ZX Spectrum, Sega Master System и других систем того времени. Версия для NES была портирована Rare и выпущена Milton Bradley.
Игра явилась продолжением линейки спортивных игр Epyx, включавшей такие очень успешные игры, как Summer Games и Winter Games.

## Соревнования
Доступные соревнования различны на разных платформах. В разных версиях игры присутствуют следующие виды спортивных состязаний:
- Тяжёлая атлетика (Россия)
- Слалом (Франция)
- Катание бревна (Канада)
- Прыжки в воду (Мексика)
- Метание бревна (Шотландия)
- Родео на быке (Соединённые Штаты Америки)
- Прыжки через бочку (Германия)
- Сумо (Япония)

Игрок мог участвовать во всех соревнованиях последовательно, составить свой набор соревнований, участвовать лишь в одном соревновании или практиковаться.

## Восприятие
| Иноязычные издания   | Иноязычные издания |
| Издание              | Оценка             |
| -------------------- | ------------------ |
| YSinclair            | 9/10               |
| CRASH                | 71 %               |
| SUser                | [ 3 ]              |
| Your Computer        | [ 4 ]              |
| Computer Gamer       | 65 %               |
| Zzap!64              | 98 %               |
| Награды              |                    |
| Издание              | Награда            |
| Gold Medal (Zzap!64) |                    |

В обзоре Computer Gaming World отмечалось использование сложной графики и звука, в том числе юмористические звуковые эффекты. Кроме того, указывалось на разнообразие представленных состязаний, что не позволяло игре стать слишком повторяющейся.